# Museo de Etnología de Viena
El Museo de Etnología de Viena (en alemán: Museum für Völkerkunde) es el mayor museo de antropología en Austria. En la actualidad reside en el Palacio Imperial de Hofburg y posee un cuarto de millón objetos etnográficos y arqueológicos de Asia, África, Oceanía y América. Entre sus colecciones están arte plumaria azteca, parte de la colección de James Cook de las islas polinesias, la colección de Charles von Hügel del sudeste asiático, varios objetos recogidos por el SMS Novara alrededor del mundo y dos tablas en Rongo rongo de la isla de Pascua.
La pieza más famosa del museo es el penacho de Moctezuma, un tocado de plumas que se cree que perteneció al emperador azteca Moctezuma Xocoyotzin. Su posesión ha creado fricciones entre el gobierno mexicano y el austriaco. Fue entregado a Hernán Cortés como símbolo de amistad entre los pueblos. Este lo entregó a su rey, Carlos I de España y V de Alemania como la legalidad le obligaba. Austria lo adquirió de parte de Francia en 1880.